# Sungkok Art Museum
Le Sungkok Art Museum est un musée sud-coréen situé à Séoul, dans l'arrondissement de Jongno-gu.